# Tibor Szele
Tibor Szele (Debrecen, 21 juin 1918-Szeged, 5 avril 1955) est un mathématicien hongrois, qui a travaillé dans les domaines de la combinatoire et de l'algèbre générale. Après avoir été diplômé de l'université de Debrecen, il est devenu chercheur à l'université de Szeged en 1946, puis il est retourné à l'université de Debrecen en 1948 où il est devenu professeur en 1952. Il a particulièrement étudié la théorie des groupes abéliens et la théorie des anneaux. Il a généralisé le théorème de Hajós (en). Il a fondé l'école hongroise d'algèbre. Tibor Szele a reçu le prix Kossuth en 1952.
L'Association mathématique János Bolyai décerne en son honneur la médaille commémorative Tibor-Szele depuis 1970.